# Intermezzo II
Intermezzo II er en ep fra det norske black metal-band Satyricon.

## Spor
1. "A Moment of Clarity" – 6:40
2. "I.N.R.I." – 2:10 (At 251 BPM) (Sarcófago-cover)
3. "Nemesis Divina" – 5:15 (Clean Vision Mix)
4. "Blessed from Below: Melancholy/Oppression/Longing" – 6:03

| Musik | Spire Denne musikartikel er en spire som bør udbygges. Du er velkommen til at hjælpe Wikipedia ved at udvide den. |